# Chełm (Danzica)
Chełm (in tedesco: Stolzenberg) è una frazione di Danzica, situata nella parte meridionale della città.